# Johann Gottlieb Heineccius
Johann Gottlieb Heineccius, latinizzato dal tedesco Heinecke e italianizzato in Giovanni Teofilo (o Giovanni Amedeo) Eineccio (Eisenberg, 11 settembre 1681 – Halle, 31 agosto 1741), è stato un giurista tedesco.

## Biografia

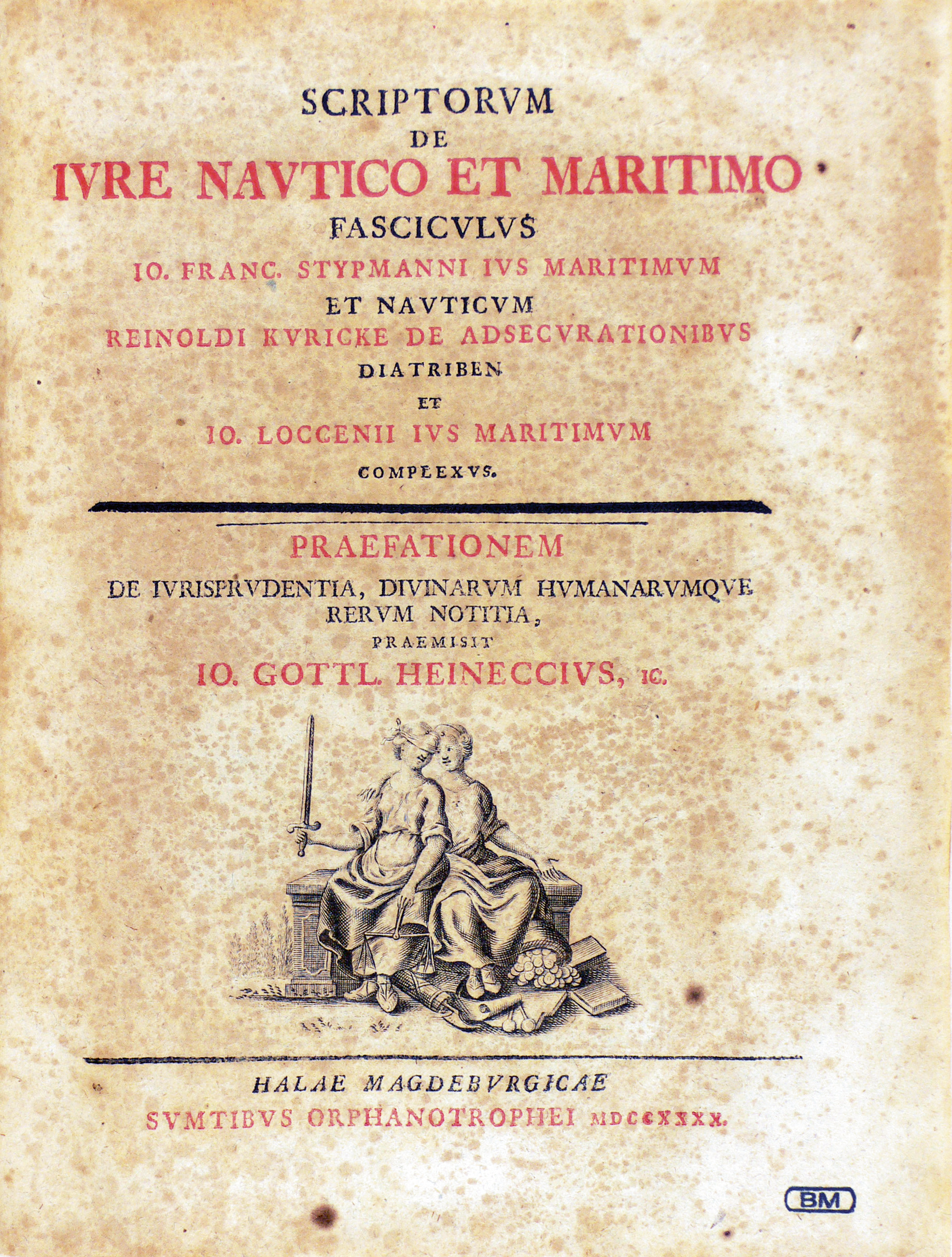
Scriptorum de iure nautico, 1740 (Fondazione Mansutti, Milano)

Nato a Eisenberg in Turingia nel 1681, era fratello minore del teologo Johann Michael Heineccius. Fu docente di filosofia e diritto nelle università di Halle (1713), Franeker (1723), Francoforte (1727) e nuovamente ad Halle (1730) dove morì nel 1741.
La sua opera principale è Operum ad universam iuris prudentiam, pubblicata postuma a Ginevra nel 1744. Il trattato si compone di otto volumi e raccoglie numerosissimi argomenti del diritto. Curò anche l'opera Scriptorum de iure nautico et maritimo, una raccolta di ricerche sul diritto commerciale e marittimo, stampata a Halle nel 1740. Un esemplare di questa edizione è conservato presso la Fondazione Mansutti di Milano.

## Opere principali
- Antiquitatum Romanarum jurisprudentiam illustrantium syntagma, 1718.
- Historia juris civilis Romani ac Germanici, 1733.
- Elementa juris Germanici, 1735.
- Operum ad universam iuris prudentiam, Ginevra, 1744 (8 voll.).
- Elementa juris naturae et gentium, 1737 (Eng. trans. by Turnbull, 2 vols, London, 1763).

### Altre opere
- Scriptorum de iure nautico et maritimo, 1740.

- Elementa iuris cambialis, Roma, Tipografia di Giovanni Ferretti, 1842.